# Hell's Gate (serie)
Hell's Gate è una webserie libanese diretta da Amin Dora e prodotta dalla Cedars Art Production per la piattaforma streaming Shahid VIP. La prima stagione è stata trasmessa dal 12 al 22 settembre 2021. La seconda è stata presentata in anteprima mondiale al Red Sea International Film Festival dal 6 al 15 dicembre 2021 in Arabia Saudita.
L'opera rappresenta una delle produzioni più costose nel catalogo televisivo di Shahid,  risultando una delle serie più seguite della piattaforma. È stata definita come la prima serie drammatica in lingua araba di genere post apocalittico. La produzione presenta un cast di attori internazionali e vede come protagonisti Adam Bakri e Cynthia Samuel.

## Produzione
La fase di pre-produzione della serie è durata circa un anno. Il regista ha prestato particolare attenzione alla fase di ricerca, in modo che non ci fossero informazioni fuorvianti o risposte illogiche alle domande che il pubblico avrebbe potuto porsi. L'obiettivo principale del regista, ha dichiarato Amin Dora, non è quello di inviare un messaggio ma di entusiasmare il pubblico con le storie dei personaggi, accuratamente costruite anche in collaborazione con gli interpreti.
Le riprese delle prime due stagioni si sono svolte fra l'inverno e l'estate del 2021. Circa l'80% delle scene sono state filmate all'interno di una prigione futuristica, per cui è stato costruito uno studio di duemila metri quadri. Gli attori sono stati sottoposti a un'intensa preparazione fisica. Ad istruire il cast, specialmente Adam Bakri, presente nella maggior parte delle scene di lotta, è stato chiamato uno stunt team internazionale composto da campioni mondiali di MMA.

## Ambientazione
Le vicende si svolgono a Beirut nell'anno 2052. Nonostante la serie appartenga al genere di fantascienza la maggior parte dei temi trattati trovano riscontro nell'attualità. L'evoluzione della data economy, la desertificazione e il degrado delle terre, le emergenze di rilievo nazionale connesse a eventi calamitosi quali guerre, pandemie e collasso economico, fanno già parte del giornalismo quotidiano.
La serie si sviluppa su questo scenario di distruzione e racconta la nascita di una classe dirigente, corrotta e dittatoriale, che spia i civili e li sfrutta allo scopo di tenere ogni cosa sotto controllo. Beirut rappresenta in tal senso un universo dove le storie al suo interno sono puramente umane. Al centro di questo universo sorge un altro micromondo, una prigione esagonale, dove i reclusi diventano wrestlers televisivi e la causa della loro detenzione resta un mistero.

## Trama
A Beirut, un forestiero di nome Adam cerca una sistemazione per la notte. L'ostello nel quale alloggia è a sua insaputa sede di un'azione armata da parte di una banda di rivoluzionari conosciuta come "Tawara". A causa di uno scambio di persona dovuto a un guasto tecnico, una ribelle di Tawara di nome Alia entra nella sua camera mentre le forze del regime fanno irruzione nel palazzo. Adam, senza sapere nulla di cosa stia succedendo, lascia fuggire la ragazza e si lascia arrestare. Da questo momento in poi, Alia farà di tutto per liberare il forestiero che le ha salvato la vita, rinchiuso nella "Porta dell'Inferno".

## Episodi
| Stagione       | Episodi | Pubblicazione originale |
| -------------- | ------- | ----------------------- |
| Prima stagione | 8       | 2021                    |